# Velingrad (obchtina)
Pour la ville, voir Velingrad.
L'Obchtina Vélingrad (bulgare : Община Велинград) est une commune dans le sud-ouest de la Bulgarie.

## Géographie

### Géographie physique
La commune de Soungourlaré est située dans le sud-ouest de la Bulgarie, à 130 km au sud-est de la capitale Sofia.
Elle s'étend sur l'extrémité nord-ouest du massif des Rhodopes. Son relief est montagneux (altitude moyenne entre 700 et 1 800 m) hormis dans sa partie nord-est où se situe le bassin de Vélingrad. 

### Géographie humaine
| 1956 | 1965 | 1975   | 1985   | 1992   | 2001   | 2011   | 2021   | 2022   |
| ---- | ---- | ------ | ------ | ------ | ------ | ------ | ------ | ------ |
| -    | -    | 35 380 | 37 843 | 43 059 | 42 722 | 40 595 | 33 102 | 32 457 |

NB : Le territoire de la commune a été modifié à compter du 1er janvier 2015

## Histoire
L'actuel quartier de Tchépino, de la ville de Vélingrad, comporte des traces d'habitat remontant au VIe et Ve siècles av. J.-C.. Le territoire de l'actuelle commune était habité par des tribus thraces. La tribu des Besses a laissé dans la région les traces les plus durables : tumuli, nécropoles, murailles abritant des villages ou des forteresses. De nombreux toponymes actuels de la région rappellent encore aujourd’hui la présence des Thraces. Les monuments thraces les plus importants de la région sont les sept tumuli funéraires des marais de Batak (aujourd’hui inondés par le lac de barrage) et deux tumuli près de la localité de Youndola. On peut également voir des vestiges d’implantations et forteresses thraces dans la localité de Petchkovets, au pied de la forteresse médiévale de Tsépina : des fragments de céramique et des outils thraces y ont également été découverts.
En 46 apr. J.-C., les Romains conquirent la région et la culture thraco-romaine s'y développa jusqu’aux Invasions barbares. Des objets archéologiques trouvés dans les villages et des fortifications témoignent de cette époque, en particulier dans les localités de Bivoličino dere et de Removo. Ce sont notamment des restes de tuyauterie en argile destinée à canaliser l’eau minérale, de revêtement routier, de fortifications, de plaques de marbre, ainsi que des monnaies.
À la fin du Ve siècle, la région de Tchépino a été peuplée par les Slaves. Selon l’historien bulgare Marin Drinov (1838-1906), la tribu des Dragovitchi s’installa dans la région, et elle adopta des modes de vie et coutumes des Thraces. La vallée de Tchépino fut rattachée au Premier empire bulgare, sous le règne du khan Malamir et de son successeur Pressiyan Ier. La région, comme l’ensemble du massif des Rhodopes, devait être d’un intérêt stratégique considérable, car elle fut longtemps disputée entre le royaume bulgare et l’Empire byzantin. Lors de la création du Second empire bulgare, la région lui fut rattachée sous le tsar Jean Kalojan. Des vestiges de fortifications sont restés de cette époque dans la localité de Straja (à 2,5 km au sud de la ville de Velingrad, ainsi que dans la localité de Gradot, à 2 km au nord. À l’époque qui suivit le règne de Kalojan, la forteresse de Tsépina a servi de capitale au despote Alexis Slave, avant que celui-ci ne la déplace à Melnik. Des monnaies datant du règne du tsar Ivan Alexandre de Bulgarie ont été trouvées dans la région de Tchépino. Les historiens supposent que la forteresse de Tsépina et de toute la région de Tchépino sont tombés sous la domination ottomane entre 1371 et 1373.
Le registre ottoman des années 1516-1517 montre l’apparition des premiers habitants musulmans dans la région. Dans ces années, sur les 624 foyers de la région, 12 sont musulmans. Sous le règne de Mehmed IV, une partie de la population fut forcée d’adopter l’islam, car, selon l’historien bulgare Vassil Kantchov (1862-1902), l’évêque grec de Plovdiv Gavril suspectait la population locale de déloyauté envers le pacha. Quand le pacha arriva dans la vallée de Tchépino, il rassembla les notables et menaça de les tuer. Cependant, ceux-ci embrassèrent l’islam en espérant être épargnés. Malgré cette conversion, la quasi-totalité des habitants de la vallée conserva son identité bulgare. Les Pomaks (musulmans d’expression bulgare) ont conservé une grande partie des traditions chrétiennes. Ainsi, dans toutes les localités musulmanes, on célèbre la Saint-Georges. La population de la vallée ne resta pas à l’écart des évolutions de la Renaissance bulgare et des luttes pour l’indépendance bulgare. En 1816, les habitants du village de Kamenitsa construisirent une nouvelle église, l’église de la Trinité (Sveta Troica), qui devint le centre principal de la constitution d’une conscience politique bulgare dans la région. Une école dépendant de l’église fut ouverte en 1823. Lors de la guerre russo-turque de 1877-1878, la population musulmane se réfugia dans les zones de montagne ou dans des villages plus méridionaux des Rhodopes. Certains villages comme Ladjéné se dépeuplèrent totalement
En 1948, les villages de Ladjéné, Kamenitsa et Tchépino fusionnèrent pour former la ville  de Velingrad, ainsi nommée en l'honneur de Véla Péèva, née en 1922 à Kamenitsa. En 1977, la ville devint le centre de la municipalité.

## Administration

### Structure administrative
La municipalité de Vélingrad comprend 21 localités (1 ville et 20 villages) :
| - Ablanitsa - Alendarova - Birkova - Bozyova - Boutreva - Dolna Dabeva - Draginovo | - Gorna Birkova - Gorna Dabeva - Grachevo - Youndola - Kandovi - Krastava - Pachovi | - Rohleva - Sveta Petka - Tcholakova - Tsvetino - Velingrad - Vranentsi - Vsemirtsi |

Le chef-lieu de la commune de Velingrad est la ville de Velingrad.

## Curiosités touristiques

### Forteresse de Tsépina
À 18 km à l’est de la ville de Velingrad se trouve l’ancienne citadelle bulgare de Cepina, qui fut de 1207 à 1212 la capitale du despote Aleksij Slav et l’une des forteresses les plus connues des Rhodopes.

### Grotte de Lepenica
À 12 km de Velingrad se trouve la grotte de Lepenica, qui constitue une attraction touristique connue dans tout le pays. Elle se trouve au pied du mont Sjutkja, et son entrée est située dans une zone forestière, à 10 km au sud-est de la ville de Rakitovo. La rivière Lepenica coule à l’étage inférieur de la grotte, qui présente un grand nombre de spéléothèmes. À l’étage supérieur, on observe de très petits lacs. À l’étage médian se trouvent deux lacs (quatre par temps de pluie). On a trouvé dans la grotte sept pisolithes (perles des cavernes), exposées au Musée d’histoire naturelle de Sofia.
1 356 m de la grotte ont été étudiés et cartographiés, et les spéléologues ont ainsi pénétré jusqu’à 1 525 m de profondeur.

## Galerie

Carte géographique de la commune de Vélingrad
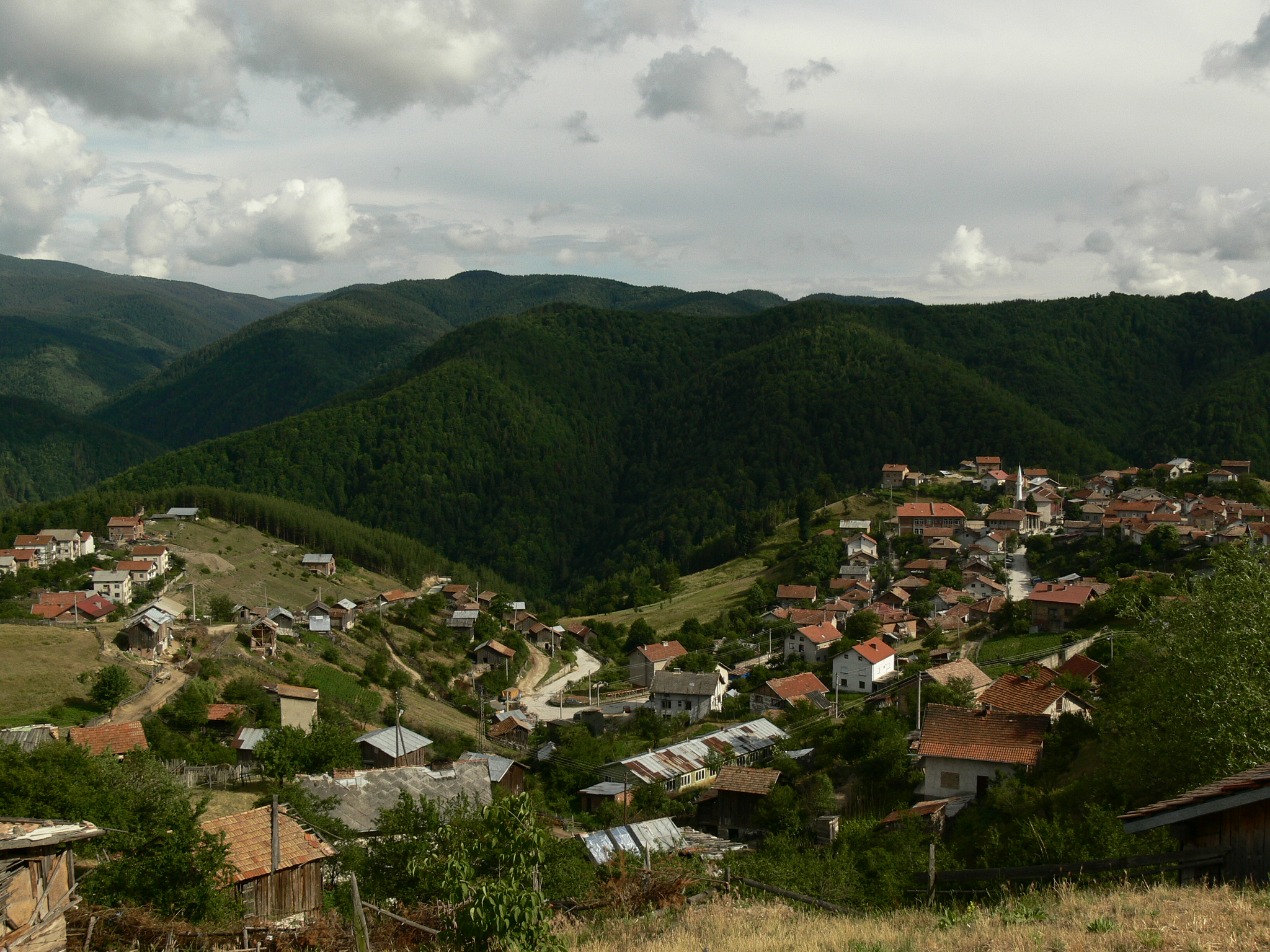
Grachévo : vue panoramique
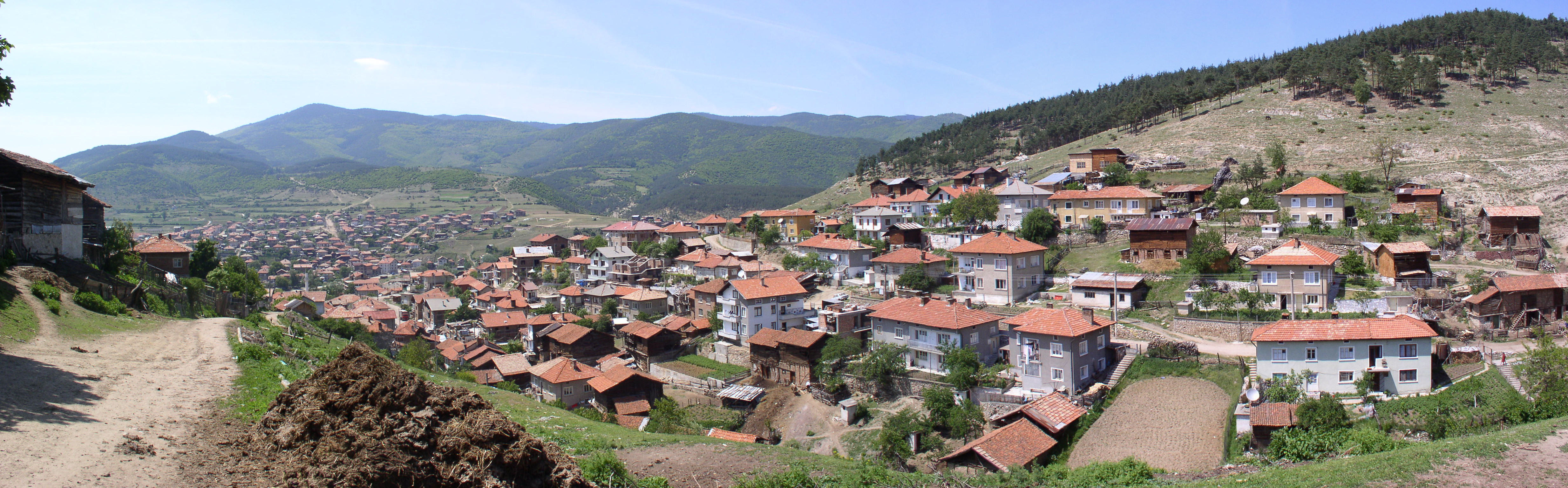
Draguinovo : vue panoramique
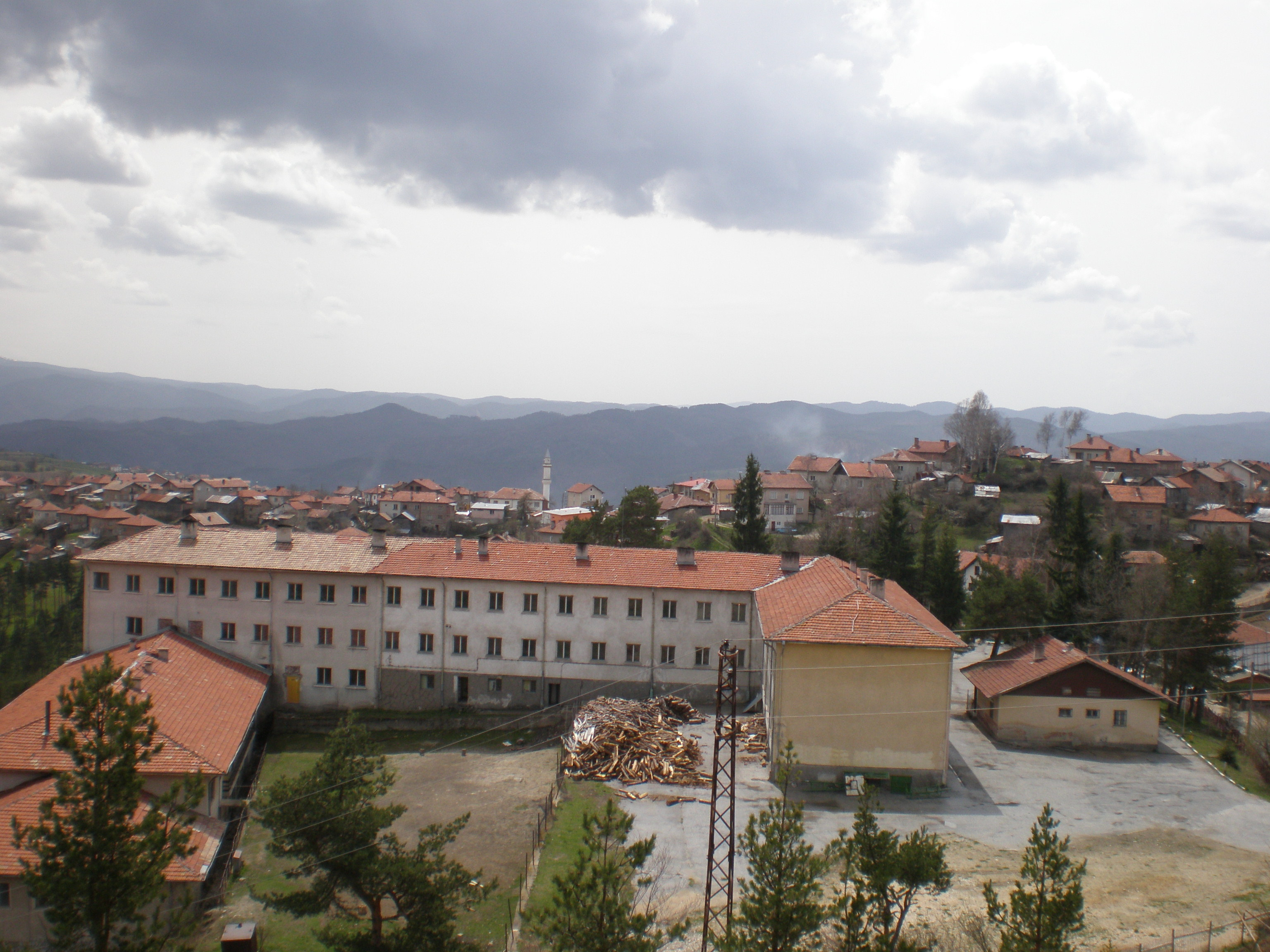
Svéta Pétka : le centre du village
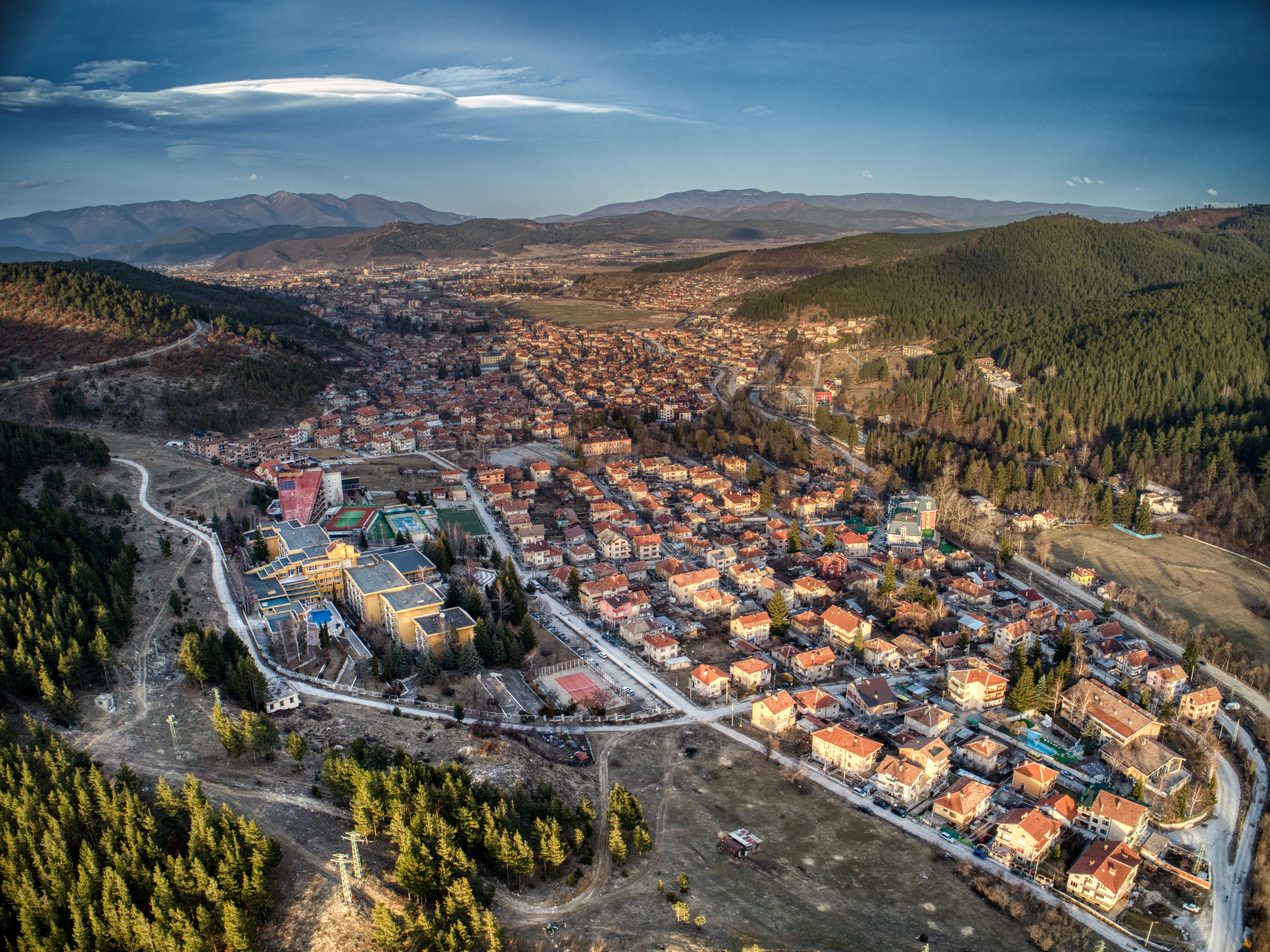
Vélingrad : vue aérienne panoramique